# Diego Pérez (tennisser)
Diego Pérez Burín (Montevideo, 9 februari 1962) is een voormalig professioneel tennisser uit Uruguay. Hij won één ATP-titel in het enkelspel gedurende zijn carrière.

## Palmares
| Legenda                       | Legenda               |
| ----------------------------- | --------------------- |
| Grand Slam                    |                       |
| Olympische Spelen             |                       |
| tot 2009                      | vanaf 2009            |
| Tennis Masters Cup            | ATP Finals            |
| ATP Masters Series            | ATP Tour Masters 1000 |
| ATP International Series Gold | ATP Tour 500          |
| ATP International Series      | ATP Tour 250          |

### Enkelspel
| Nr.              | Datum             | Toernooi     | Ondergrond | Tegenstander in finale | Score    | Details |
| ---------------- | ----------------- | ------------ | ---------- | ---------------------- | -------- | ------- |
| Gewonnen finales |                   |              |            |                        |          |         |
| 1                | 16 september 1985 | ATP Bordeaux | Gravel     | Jimmy Brown            | 6–4, 7–6 | Details |

### Dubbelspel
| Nr.                         | Datum             | Toernooi      | Ondergrond | Partner           | Tegenstanders in finale          | Score    | Details |
| --------------------------- | ----------------- | ------------- | ---------- | ----------------- | -------------------------------- | -------- | ------- |
| Gewonnen finales dubbelspel |                   |               |            |                   |                                  |          |         |
| 1                           | 14 september 1981 | ATP Palermo   | Gravel     | José-Luis Damiani | Jaime Fillol Belus Prajoux       | 6–1, 6–4 | Details |
| 2                           | 9 november 1992   | ATP São Paulo | Gravel     | Francisco Roig    | Christer Allgårdh Carl Limberger | 6–2, 7–6 | Details |
| 3                           | 22 augustus 1994  | ATP Umag      | Gravel     | Francisco Roig    | Karol Kučera Paul Wekesa         | 6–2, 6–4 | Details |